# Station Mantgum
Station Mantgum is het station in Mantgum in de provincie Friesland aan de spoorlijn van Leeuwarden naar Stavoren. Deze spoorlijn wordt geëxploiteerd door Arriva. Het station werd geopend in 1882 door de Staatsspoorwegen met bijbehorend stationsgebouw. Dit stationsgebouw van het Standaardtype Loppersum is gesloopt in 1973. 

## Afbeeldingen

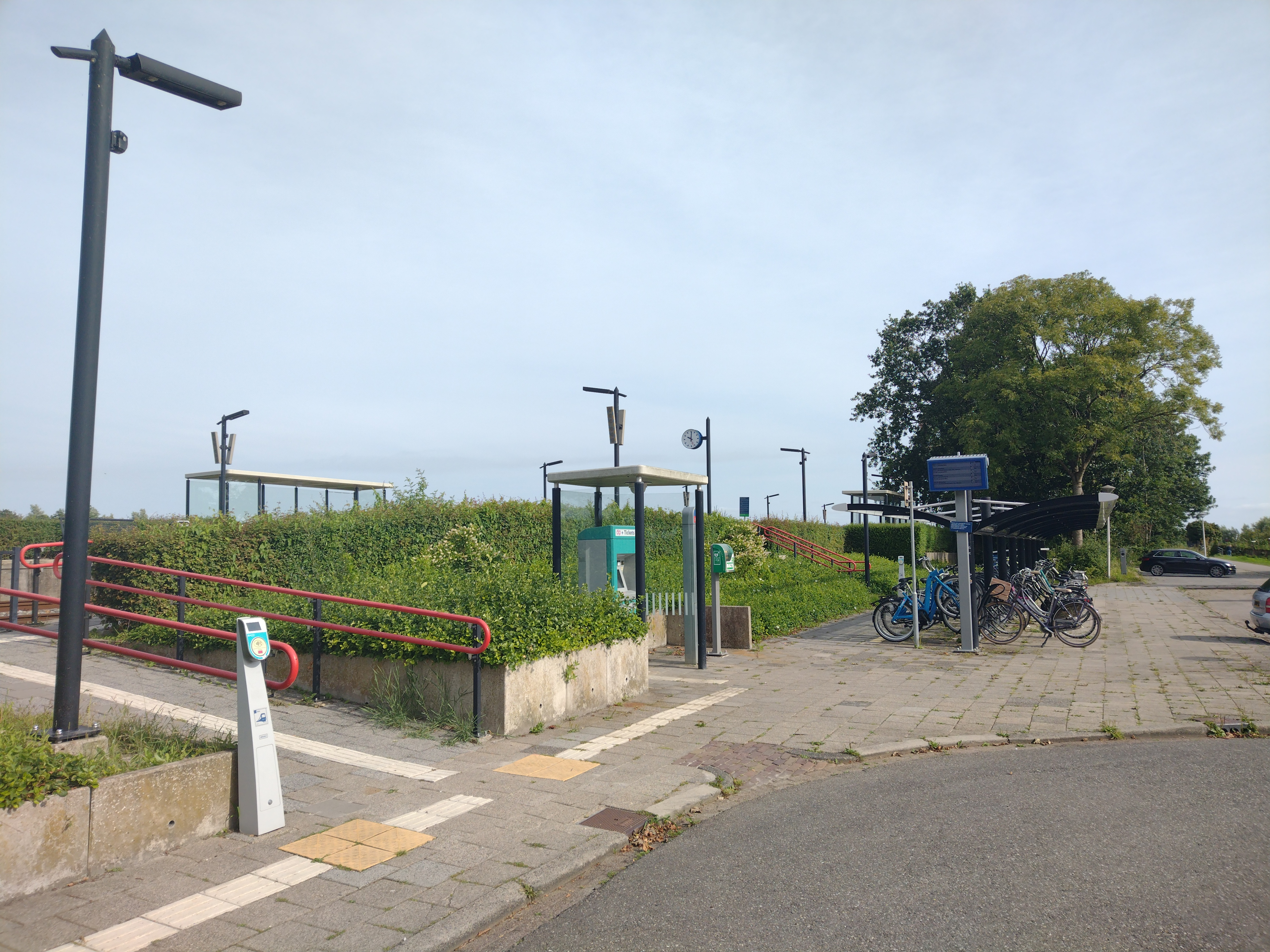
Het station in 2024
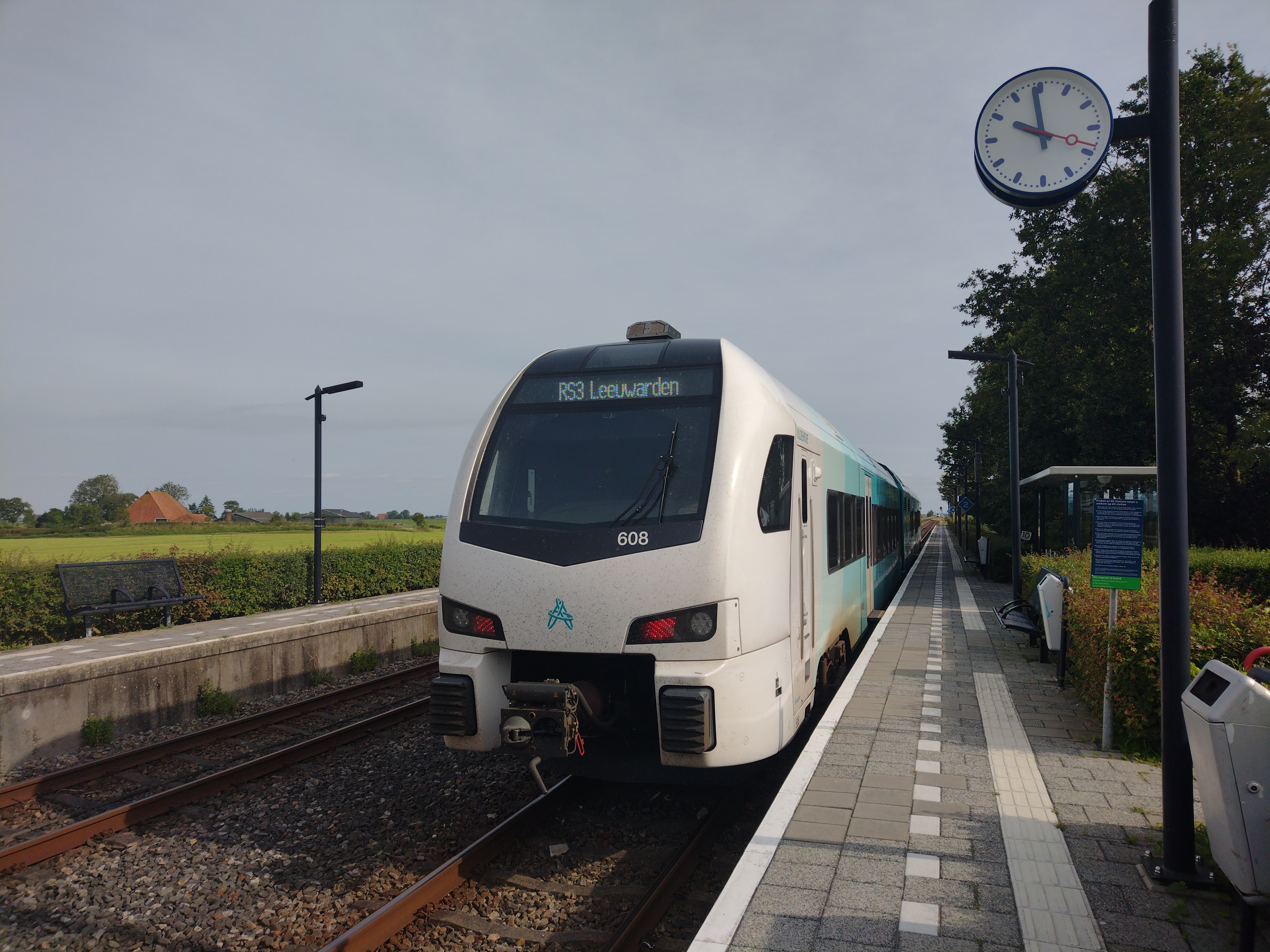
Arriva WINK op het station

## Treinen
De volgende treinen stoppen in Mantgum:
| Serie      | Treinsoort         | Route                                   | Bijzonderheden |
| ---------- | ------------------ | --------------------------------------- | --- |
| 37000 RS 3 | Stoptrein (Arriva) | Leeuwarden – Mantgum – Sneek            | Rijdt niet in de spitsuren, dan rijdt RE3 (treinserie 38000). Rijdt ook niet 's avonds na 20:00. Op zondag rijden slechts twee vroege ritten naar Sneek en één late rit naar Leeuwarden. |
| 37100 RS 3 | Stoptrein (Arriva) | Leeuwarden – Mantgum – Sneek – Stavoren | |

0: Leeuwarden ·
5: Jellum-Boxum ·
Beers ·
Jorwerd ·
10: Mantgum ·
Wieuwerd ·
16: Bozum ·
Scharnegoutum ·
20: Sneek Noord ·
22: Sneek ·
25: IJlst ·
30: Oudega ·
Nijhuizum ·
37: Workum ·
41: Hindeloopen ·
46: Koudum-Molkwerum ·
Warns ·
50: Stavoren
Akkrum ·
Buitenpost ·
De Westereen ·
Deinum ·
Dronryp ·
Feanwâlden ·
Franeker ·
Grou-Jirnsum ·
Harlingen ·
-Haven ·
Heerenveen ·
Hindeloopen ·
Hurdegaryp ·
IJlst ·
Koudum-Molkwerum ·
Leeuwarden ·
-Camminghaburen ·
Mantgum ·
Sneek ·
-Noord ·
Stavoren ·
Wolvega ·
Workum
Voormalige stations: zie de lijst van voormalige spoorwegstations in Friesland